# 그리고리 야블린스키

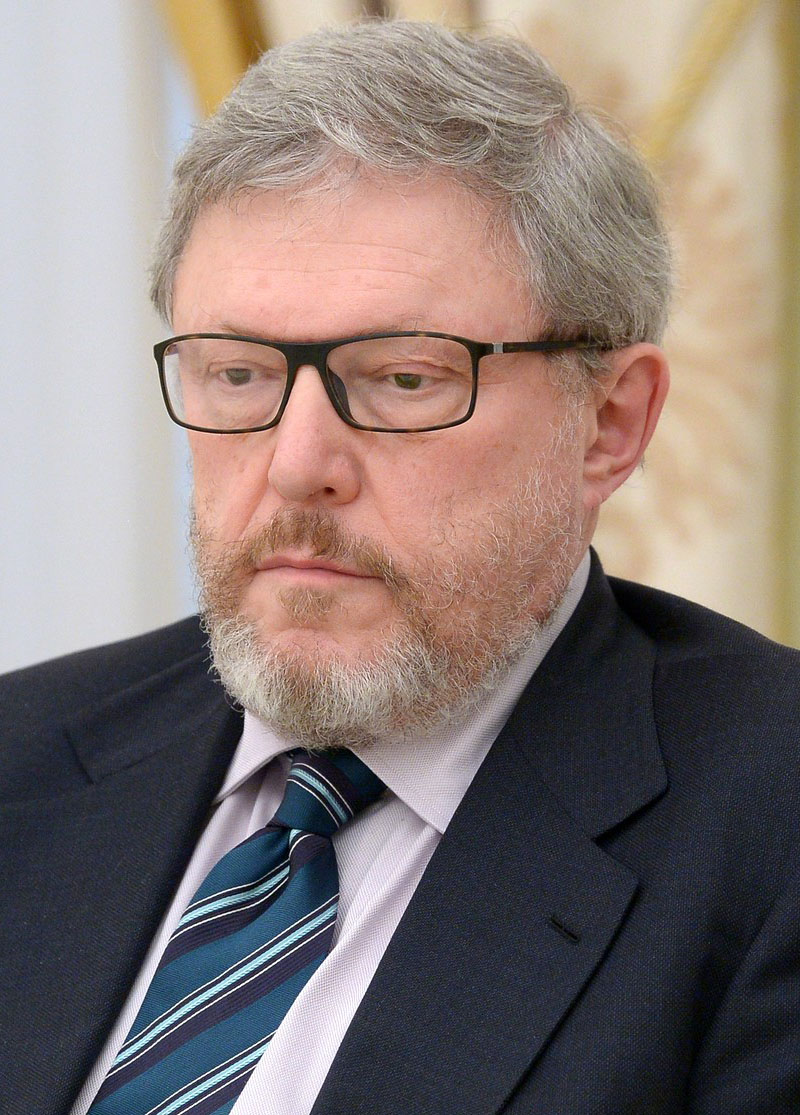
2018년의 야블린스키

그리고리 알렉세예비치 야블린스키(러시아어: Григо́рий Алексе́евич Явли́нский, 1952년 4월 10일~)는 러시아의 경제학자이자 정치인이다. 플레하노프 경제대학교에서 경제학을 공부하고 러시아 과학 아카데미에서 박사 학위를 취득하였으며 현재 경제학 고등학원의 교수로 있다.
그는 1990년 소련을 자유시장 체제로 이행시켜 경제위기를 극복해야 한다는 취지의 보고서 500일 계획을 발표한 것으로 잘 알려져 있으며, 1993년 사회자유주의 성향의 정당 야블로코를 창립하였다. 1996년과 2000년 대통령 선거에 출마하였으나 낙선하였고, 2012년에는 출마를 시도하였으나 정부에 의해 제재되어 실패하였다. 2018년 대선에 후보로 출마하였으나 낙선하였다.

## 같이 보기
- 야블로코